# Coltricia strigosa
Coltricia strigosa är en svampart som beskrevs av G. Cunn. 1948. Coltricia strigosa ingår i släktet Coltricia och familjen Hymenochaetaceae.   Inga underarter finns listade i Catalogue of Life.